# 于集乡 (阜南县)
于集乡，是中华人民共和国安徽省阜阳市阜南县下辖的一个乡镇级行政单位。

## 行政区划
于集乡下辖以下地区：
于集村、谷堆村、程楼村、洪岗村、洪庙村、八里村、付岗村和席老家村。